# 강내 청풍김문 쌍효정문
강내 청풍김문 쌍효정문은 충청북도 청주시 흥덕구에 있다. 2015년 4월 17일 청주시의 향토유적 제88호로 지정되었다.

## 개요
청풍김씨 김인, 김제 형제의 효행을 기리기 위해 세운 정려각이다.